# Kirchenlamitz
Kirchenlamitz – miasto w Niemczech, w kraju związkowym Bawaria, w rejencji Górna Frankonia, w regionie Oberfranken-Ost, w powiecie Wunsiedel im Fichtelgebirge. Leży w Smreczanach.
Miasto położone jest 12 km na północny zachód od Wunsiedel, 17 km na południe od Hof i 33 km na północny wschód od Bayreuth. 

## Dzielnice
W skład miasta wchodzą następujące dzielnice: 
| - Eckenmühle - Großwendern - Habnith - Hebanz - Holzmühl - Kaiserhammer - Karolinenhain - Leuthenforst | - Marktleuthen - Neudes - Neudorf - Neudorfermühle - Neumühle - Ruggenmühle - Wendenhammer |

## Polityka
Burmistrzem jest Thomas Schwarz. Rada miasta składa się z 17 członków:

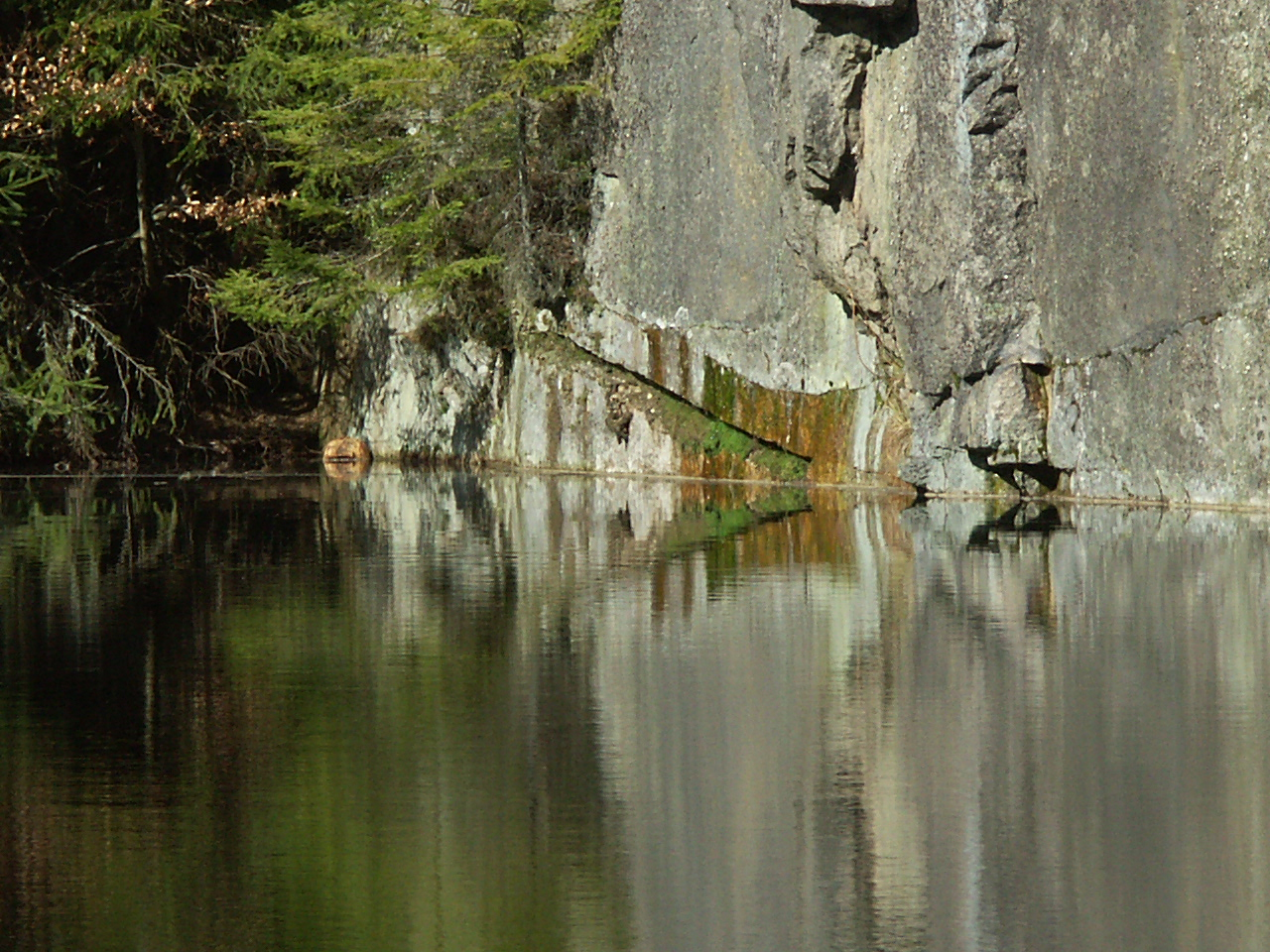
Kamieniołom

|      | CSU | SPD | Wolny Związek Wyborczy | Razem     |
| 2002 | 5   | 6   | 6                      | 17 miejsc |

### Współpraca
Miejscowości partnerskie:
- Kobyla Góra, Polska

## Zabytki i atrakcje
- góra Epprechtstein
- zamek Epprechtstein
- kamieniołom granitu Forstwiesen